# Jerald og Sandra Tanner
Jerald Dee Tanner (1. juni 1938 – 1. oktober 2006) var en amerikansk forfatter og forsker, som sammen med sin kone Sandra McGee Tanner (født 14. januar 1941) viede sit liv til at bringe mormoner ud af mormonismen og ind i den kristne tro, som de ikke mente mormonismen var en del af. De er kendt for at have udgivet veldokumenterede materialer om Mormonkirkens historie, som anerkendes af såvel mormoner som ikke-mormoner. De var begge tidligere troende mormoner. Tanner-parret grundlagde Utah Lighthouse Ministry, hvis erklærede mission fortsat er ”at bevise problemer med mormonismens påstande og sammenligne Mormonkirkens lærdomme med kristendommens”. Efter sin mands død styrer Sandra Tanner fortsat denne mission.
Parret Tanner genudgav originale udgaver af tidlige mormonske udgivelser og skrifter, hvor de påpegede og fremhævede ændringer i fundamentale lærdomme, som fx Brigham Youngs Adam-Gud teori. De udgav sammen mere end 40 bøger om flere forskellige aspekter inden for Mormonkirken, men især om dens historie.

## Juridiske udfordringer
I 1999 sagsøgte Mormonkirken parret for at have en ekstern henvisning til deres hjemmeside, mere præcist til kirkens ophavsretligt beskyttede instruktionshåndbog. Problemet blev dog løst mellem de to parter, inden det kom for en domstol. Udenforstående havde ellers set denne sag som skelsættende, da den kunne have fået betydning for henvisninger på internettet.

## Kritik
Parret er blevet kritiseret af historikere, fordi det har et religiøst udgangspunkt, og fordi deres konklusioner mht. mormonismen lægger vægt på det negative aspekt. Dog er deres forskning i flere tilfælde indirekte blevet brugt af mormonske historikere, som dermed anerkender deres fund, men ikke deres konklusioner. Kritikere har også hyldet parret for deres standpunkt imod racismen i mormonismen og giver dem en del af æren for, at der kom fokus på de racemæssige problemer i mormonismen, inden Mormonkirken i 1978 endelig tillod sorte at blive præster og deltage i mormonernes hemmelige tempelceremonier.

## Parrets kamp imod anti-mormonisme
Ved flere tilfælde har parret stået på samme side som Mormonkirken, mest nævneværdigt i Hofmann-sagen, hvor parret forsvarede Mormonkirken, da de ikke mente, at de dokumenter, der var yderst skadelige mod kirken var ægte. Derudover har de også kritiseret filmen The God Makers II, på trods af at de selv deltog i produktionen af forgængeren The God Makers.

## Udvalgte udgivelser
- Mormonism: Shadow or Reality?[3] inkluderer genoptryk af tidlige mormondokumenter med kommentarer. En mere tilgængelig bog er, The Changing World of Mormonism.[4]
- The Case Against Mormonism, Vols. 1-3.
- The Mormon Kingdom, Vols. 1-2
- Evolution of the Mormon Temple Ceremony: 1842-1990, inkluderer hele teksten til ændringerne i mormonernes tempelbegavelsesceremoni, som blev foretaget i 1990, og undersøger mange andre ændringer, som ceremonien har gennemgået gennem årene.